# Seitenweise Wirtschaft
Seitenweise Wirtschaft war eine Büchersendung, die von 2001 bis zum Sendeschluss 2009 wöchentlich auf Bloomberg Television Deutschland zu sehen war. Andreas Scholz von Bloomberg und Rolf Dobelli oder Haike Schattka von getAbstract stellten jede Woche drei Wirtschaftsbücher zu einem neuen Thema vor. Dabei wurden die Themen Karriere, Management, Marketing, Personalführung, Finanzen, Verkaufstechnik und Zeitmanagement behandelt. Gesendet wurde Seitenweise Wirtschaft jeweils zweimal am Freitag, dreimal am Samstag und dreimal am Sonntag aus dem Frankfurter Studio von Bloomberg Television.
Seit 2010 produziert getAbstract die Sendung in Zusammenarbeit mit NZZ Online.
Seitenweise Wirtschaft wurde anlässlich der Euro Finance Week am 19. November 2008 mit dem Medienpreis der Frankfurter Buchmesse ausgezeichnet.